# Enslaved
Enslaved este o formație de viking metal / black metal înființată în 1991 în Haugesund, Norvegia de către Grutle Kjellson (vocal, chitară bas), Ivar Bjørnson (chitară, sintetizator) și Trym Torson (baterie). Numele formației provine de la melodia celor de la Immortal "Enslaved In Rot".
În peste 20 de ani de existență formația a lansat 13 albume de studio și 3 EP-uri.

## Istoric

### Anii de început (1991–1995)
Membrii principali ai formației, Grutle Kjellson și Ivar Bjørnson, și-au început carierele muzicale în 1990 în cadrul formației de death metal Phobia. Un an mai târziu, în 1991, Phobia s-a desființat, iar cei doi împreună cu Trym Torson au înființat Enslaved. Inspirați de formații ca Bathory, Master's Hammer sau Rotting Christ, Enslaved a lansat în 1991 demo-ul Nema. În noiembrie 1991 Enslaved a concertat în Haugesund, Norvegia, acest eveniment marcând prima apariție live a formației. În 1992 Enslaved a lansat cel de-al doilea demo, Yggdrasill; acest demo a captat atenția lui Euronymous, iar formația a semnat un contract cu Deathlike Silence, casa de discuri patronată de Euronymous. În 1993 Enslaved a lansat EP-ul Hordanes Land; acest EP a fost imediat relansat de casa de discuri Candlelight Records împreună cu EP-ul Emperor al celor de la Emperor pe compilația Emperor / Hordanes Land.
În februarie 1994 a avut loc lansarea albumului de debut Vikingligr Veldi; lansarea a fost amânată din cauza morții premature a lui Euronymous. Cu Deathlike Silence închisă, formația a semnat un contract cu casa de discuri franceză Osmose Productions. În august 1994 a fost lansat cel de-al doilea album, Frost. În decembrie 1994 Enslaved a concertat alături de Gorgoroth în clubul Chicago Club din Annaberg, Germania, acest eveniment marcând prima apariție live a formației în afara granițelor țării de origine. În februarie 1995 Enslaved a participat la turneul european The Winter War Tour împreună cu Marduk. Tot în 1995 demo-ul Yggdrasill a fost relansat de casa de discuri Moonfog Productions împreună cu demo-ul The Forest Is My Throne al celor de la Satyricon pe compilația The Forest Is My Throne / Yggdrasill. În cursul aceluiași an Trym Torson a părăsit formația (acesta avea să se alăture, un an mai târziu, formației Emperor); în locul lui a venit Harald Helgeson.

### Progressive viking metal (1996–2003)
În martie 1997 a fost lansat cel de-al treilea album, Eld. Acest album este privit ca fiind unul de tranziție, aici făcându-și apariția pentru prima dată elementele progressive metal care vor defini stilul muzical al formației. Pentru promovarea albumului Enslaved a participat la un turneu european împreună cu Absu și Infernö, iar apoi la un alt turneu european, numit The World Domination Tour, împreună cu Dark Tranquillity, care era cap de afiș. Tot în 1997 Harald Helgeson a părăsit formația; în locul lui a venit Dirge Rep. De asemenea s-a alăturat formației și Roy Kronheim la chitară. În iunie 1998, după efectuarea acestor modificări în componența formației, a fost lansat cel de-al patrulea album, Blodhemn. Tot în 1998 Enslaved a contribuit la tributul adus lui Darkthrone sub forma compilației Darkthrone Holy Darkthrone cu un cover după melodia Natassja In Eternal Sleep. În 1999 Enslaved a participat pentru prima dată la festivalul Wacken Open Air din Germania. În octombrie 2000 a fost lansat cel de-al cincilea album, Mardraum: Beyond the Within. Pentru promovarea albumului Enslaved a participat la turneul X-Mas Festival împreună cu cunoscuta formație Morbid Angel.
În noiembrie 2001 a fost lansat cel de-al șaselea album, Monumension. Acest album este privit ca fiind unul experimental, cu influențele progressive metal predominante, dar încorporând și unele elemente psihedelice caracteristice formației Pink Floyd. În 2002 Roy Kronheim a părăsit formația; în locul lui a venit Ice Dale. Un an mai târziu, în 2003, a părăsit formația și Dirge Rep, dar nu mai înainte de înregistrarea celui de-al șaptelea album, Below the Lights, lansat în aprilie 2003. În același an în locul lui Dirge Rep a venit Cato Bekkevold. În august 2003 a fost lansat primul album video al formației, DVD-ul Live Retaliation care conține, pe lângă concertul propriu-zis (înregistrat în 7 octombrie 2002 în Cracovia, Polonia), interviuri cu membrii formației și biografia fiecăruia dintre ei, poze din spatele scenei și fundaluri pentru desktop.

### De la underground la mainstream (2004–2011)

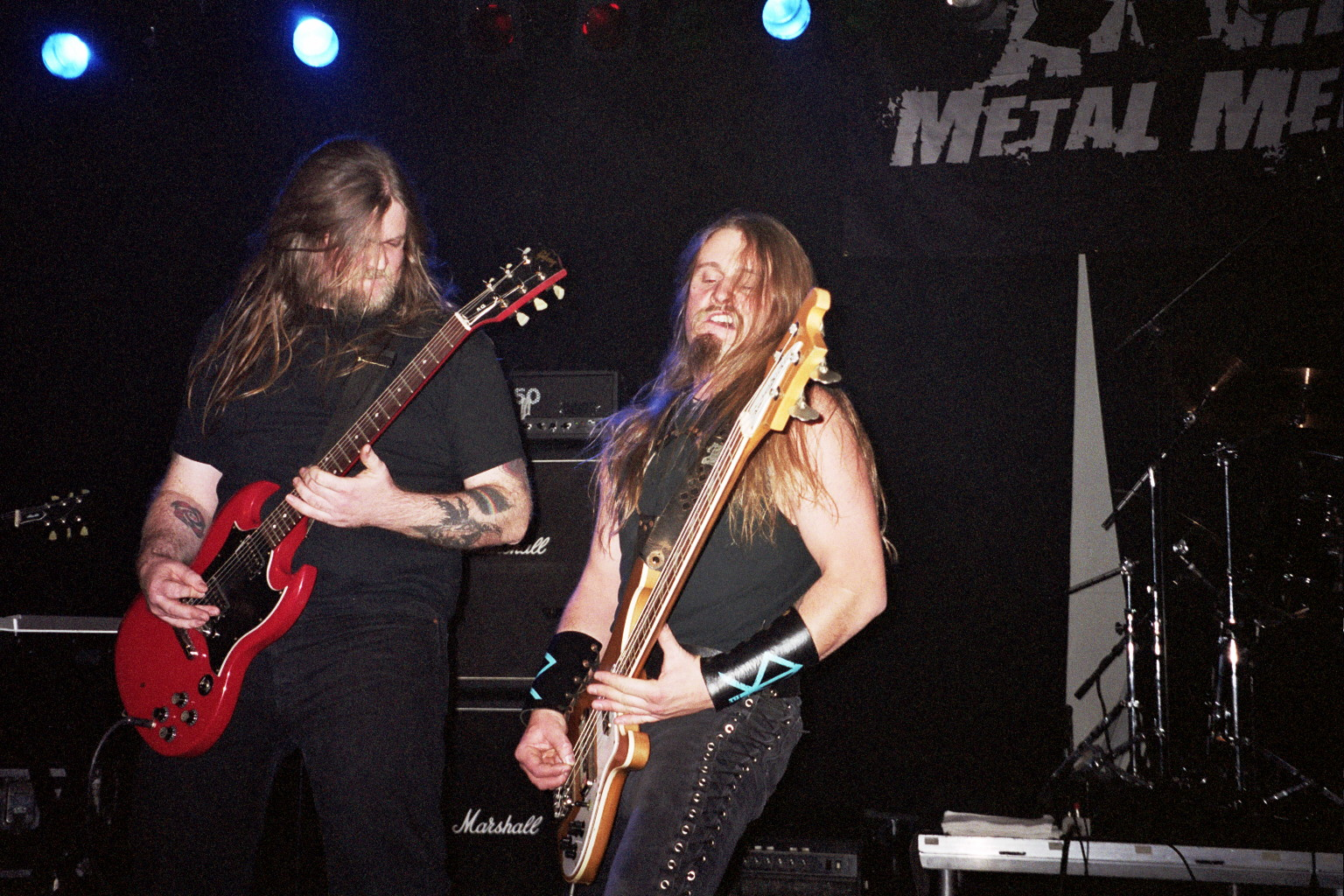
Ivar Bjørnson (stânga) și Grutle Kjellson (dreapta) (Arnhem, 2005)

În mai 2004 Enslaved a întrerupt colaborarea cu Osmose Productions și a semnat un contract cu Tabu Recordings. În cursul aceluiași an s-a alăturat formației Herbrand Larsen la sintetizator. În noiembrie 2004 a fost lansat cel de-al optulea album, Isa; cu acest album Enslaved a câștigat premiul Spellemannprisen la categoria "Cel Mai Bun Album Metal". Pentru melodia Isa de pe acest album s-a filmat primul videoclip al formației. În mai 2006 a fost lansat cel de-al nouălea album, Ruun; cu acest album Enslaved a câștigat a doua oară premiul Spellemannprisen la categoria "Cel Mai Bun Album Metal".
În iulie 2008 Enslaved a întrerupt colaborarea cu Tabu Recordings și a semnat un contract cu Indie Recordings. În septembrie 2008 a fost lansat cel de-al zecelea album, Vertebrae; cu acest album Enslaved a câștigat a treia oară premiul Spellemannprisen la categoria "Cel Mai Bun Album Metal". În 2009 Enslaved a susținut un turneu în Statele Unite și Canada împreună cu Opeth și a participat din nou la festivalul Wacken Open Air. În septembrie 2010 a fost lansat cel de-al unsprezecelea album, Axioma Ethica Odini; cu acest album Enslaved a câștigat a patra oară premiul Spellemannprisen la categoria "Cel Mai Bun Album Metal". Pentru promovarea albumului Enslaved a participat la turneul european Darkness Reborn împreună cu Dimmu Borgir și Sahg, apoi, tot împreună cu Dimmu Borgir, a susținut un turneu în Statele Unite și Canada. În aprilie 2011 Enslaved a participat, ca și cap de afiș, la turneul european Circling Above and Within împreună cu Negură Bunget, iar în august 2011 a participat la ultima ediție a festivalului Hole in the Sky.

### Cu Nuclear Blast (2012–prezent)

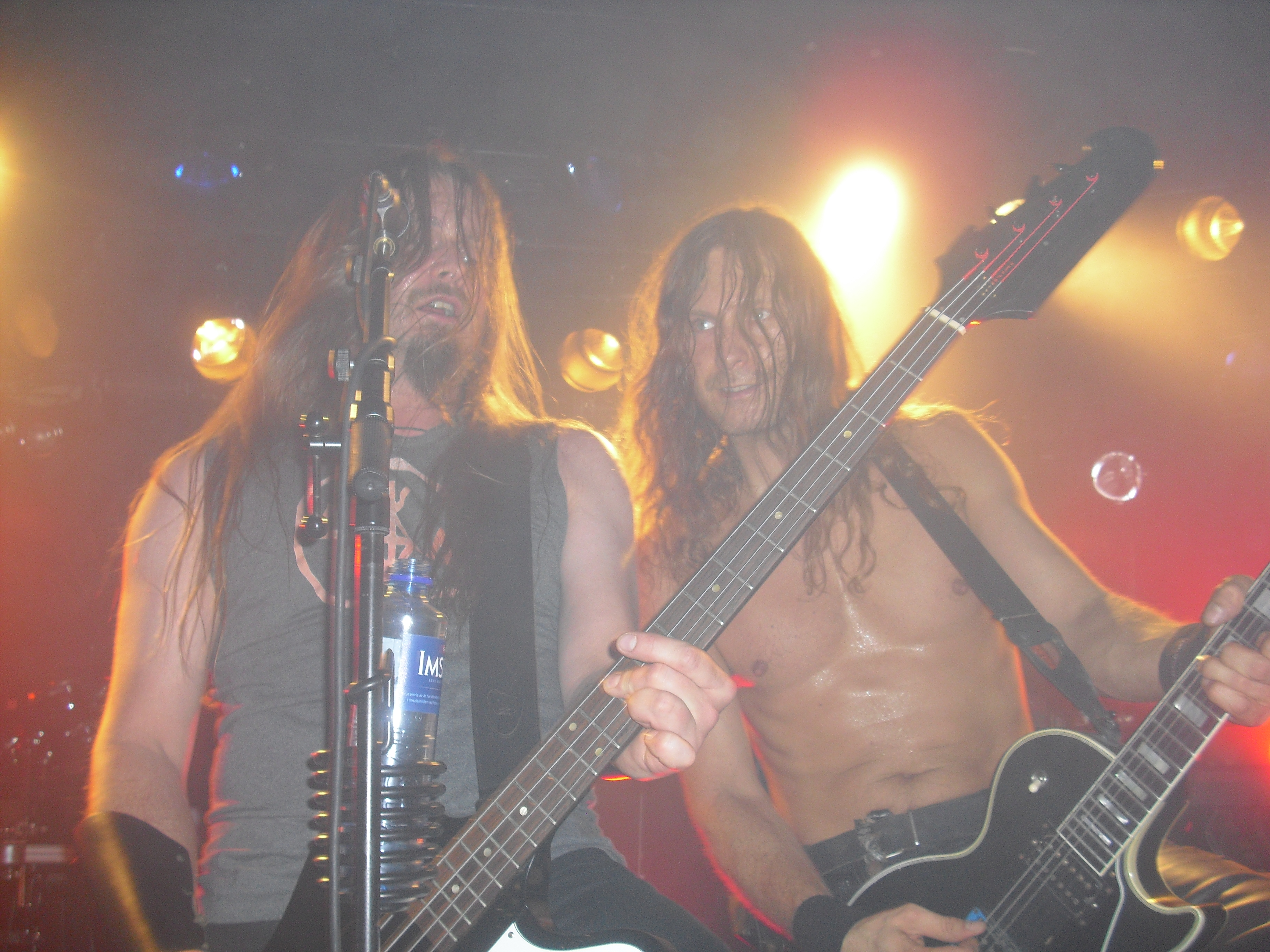
Grutle Kjellson (stânga) și Ice Dale (dreapta) (Oslo, 2012)

În februarie și martie 2012 Enslaved a participat la o nouă ediție a turneului european Circling Above and Within; tot în martie 2012 Enslaved a susținut un turneu în Regatul Unit, numit Destroyers of the Faith, împreună cu cunoscuta formație Cannibal Corpse. În aprilie 2012 Enslaved a întrerupt colaborarea cu Indie Recordings și a semnat un contract cu Nuclear Blast. În septembrie 2012 a fost lansat cel de-al doisprezecelea album, RIITIIR. În decembrie 2012 Enslaved a participat la ediția inaugurală a festivalului Barge to Hell care s-a desfășurat în timpul unei croaziere.
În 27 iulie 2013 Enslaved a concertat pentru prima dată în România în cadrul festivalului Rock the City. Într-un interviu acordat revistei românești Maximum Rock, Grutle a spus că a mai fost în România:
"Am fost în Mamaia de două ori. Am luat un zbor ieftin, m-am cazat într-un loc ieftin și m-am împrietenit cu staff-ul hotelului. Am mers și la plajă de vreo două ori, apoi m-am dus la Constanța unde am ieșit în barurile de rock. Am luat trenul până la București și m-am simțit grozav. Este adevărat că am văzut o mulțime de snobi - oameni falși - dar știi cum e... ce naiba poți să faci?"

## Discografie

### Albume de studio
- Vikingligr Veldi (1994)
- Frost (1994)
- Eld (1997)
- Blodhemn (1998)
- Mardraum: Beyond the Within (2000)
- Monumension (2001)
- Below the Lights (2003)
- Isa (2004)
- Ruun (2006)
- Vertebrae (2008)
- Axioma Ethica Odini (2010)
- RIITIIR (2012)
- In Times (2015)
- E (2017)
- Utgard (2020)
- Heimdal (2023)

### EP-uri
- Hordanes Land (1993)
- The Sleeping Gods (2011)
- Thorn (2011)

### Demo-uri / Single-uri
- Nema (Demo) (1991)
- Yggdrasill (Demo) (1992)
- Promo '94 (Demo) (1994)
- The Watcher (Live) (Single) (2011)

### Compilații
- Vikingligr Veldi + Hordanes Land (2004)
- The Wooden Box (2009)

## Video
- Live Retaliation (2003)
- Return to Yggdrasill (2005)

membrii Enslaved au apărut în câteva documentare
- Metal: A Headbanger's Journey (2005)
- Black Metal: The Norwegian Legacy (2008)
- Black Metal: The Music Of Satan (2010)

### Videoclipuri
- Isa (2004)
- Bounded by Allegiance (2005)
- Path to Vanir (2006)
- Essence (2006)
- The Watcher (2008)
- Thoughts like Hammers (2012)

## Membrii formației

### Membri actuali
- Grutle Kjellson - vocal, chitară bas (1991 - prezent)
- Ivar Bjørnson - chitară, sintetizator (1991 - prezent)
- Ice Dale (Arve Isdal) - chitară (2002 - prezent)
- Cato Bekkevold - baterie (2003 - prezent)
- Herbrand Larsen - sintetizator (2004 - prezent)

### Foști membri
- Trym Torson - baterie (1991 - 1995)
- Harald Helgeson - baterie (1995 - 1997)
- Dirge Rep (Per Husebø) - baterie (1997 - 2003)
- Roy Kronheim - chitară (1997 - 2002)